# Stephan Komandarev
Stephan Komandarev (nacido en Sofía, el 28 de septiembre de 1966) es un director de cine, productor y guionista búlgaro.

## Biografía
Comenzó a trabajar en la industria cinematográfica a finales de la década de 1990, realizando varios cortometrajes que le valieron el reconocimiento en festivales de cine búlgaros y franceses. En 2000 dirigió Dog's Home, su primer largometraje, y al año siguiente creó la productora Argo Film. En 2002 y 2003, Komandarev dirigió dos largometrajes documentales, antes de completar su segundo largometraje de ficción en 2008: The World Is Big and Salvation Lurks Around the Corner. Esta road movie, rodada con Carlo Ljubek y Miki Manojlović, se distribuyó internacionalmente y ayudó a Stephan Komandarev a ser preseleccionado para el Óscar a la mejor película internacional en Estados Unidos.
En la década de 2010, Komandarev siguió realizando documentales. En 2014 y 2017, dirigió dos largometrajes de ficción que abordaban temas sociales de forma muy realista. El primero se titula The Judgment y aborda la crisis migratoria en Europa. El segundo es Taxi Sofia, una película coral sobre la trágica vida cotidiana de los sofiotes en Bulgaria. Se proyectó en la sección Un certain regard del 70.º Festival de Cannes.
Stephan Komandarev es miembro de la Asociación de Directores y Productores Búlgaros. También es miembro de la Academia de Cine Europeo.

## Filmografía
- Dog's Home (2000)
- Bread over the Fence (2002)
- Alphabet of Hope (2003)
- El mundo es grande y la salvación acecha a la vuelta de la esquina (2008)
- The Town of Badante Women (2009)
- The Judgment (2014)
- Sailor Stories (2016)
- Taxi Sofía (2017)
- Rounds (2019)
- Life from Life (2021)
- Las lecciones de Blaga (2023)